# 11353 Ґійом
11353 Ґійом (11353 Guillaume) — астероїд головного поясу, відкритий 5 грудня 1997 року.
Тіссеранів параметр щодо Юпітера — 3,264.